# Arabis kazbegi
Arabis kazbegi är en korsblommig växtart som beskrevs av Mtzchvet. Arabis kazbegi ingår i släktet travar, och familjen korsblommiga växter. Inga underarter finns listade i Catalogue of Life.